# Palacio Bianco
El palacio Blanco o  palacio Bianco, es un edificio señorial de la ciudad de Génova (Italia) construido entre 1530 y 1540 por orden de Luca Grimaldi. Se encuentra ubicado en la calle Garibaldi, junto al palacio Rosso y el palacio Spinola.

## Historia y descripción
En su interior existe un museo que es una sección del Musei di Strada Nuova y contiene una importante colección de pintura italiana y europea del siglo XVI al XVIII. Entre los autores representados se encuentran: Caravaggio, Veronese, Hans Memling, Gerard David, Jan Provost, Rubens, Zurbarán (Santa Eufemia y Santa Úrsula de la serie de Santas de Zurbarán), Murillo, Luca Cambiaso, Bernardo Strozzi, Domenico Piola y Alessandro Magnasco.